# I Won’t Change You
«I Won’t Change You» — песня, записанная британской певицей Софи Эллис-Бекстор для её второго студийного альбома Shoot from the Hip (2003). Автором песни выступили сама певица, Грегг Александр, Мэтт Роуи, последние также спродюсировали запись.
Песня была выпущена вторым синглом с альбома, заняв 9-е место в сингловом чарте Великобритании. В качестве стороны «Б» использовались ремиксы или кавер-версия песни группы Baccara «Yes Sir, I Can Boogie».
Музыкальное видео было снято Софи Мюллер.

## Список композиций
CD1
1. «I Won’t Change You» — 3:40
2. «Murder on the Dancefloor» (Phunk Investigation Vocal Mix) — 8:34

CD2
1. «I Won’t Change You» — 3:40
2. «I Won’t Change You» (Solaris Vocal Mix) — 7:40
3. «Yes Sir, I Can Boogie» — 3:58
4. «I Won’t Change You» (video)

12" vinyl
1. «I Won’t Change You» — 3:40
2. «I Won’t Change You» (Full Intention Vocal Mix) — 7:26
3. «I Won’t Change You» (Full Intention Dub) — 7:26

## Чарты
| Чарт (2004)                                | Пиковая позиция |
| ------------------------------------------ | --------------- |
| Бельгия/Фландрия (Ultratip Bubbling Under) | 11              |
| Бельгия/Валлония (Ultratip Bubbling Under) | 3               |
| Германия (GfK)                             | 80              |
| Венгрия (Dance Top 40)                     | 31              |
| Ирландия (IRMA)                            | 40              |
| Румыния (Romanian Top 100)                 | 49              |
| Шотландия (OCC Scotland)                   | 13              |
| Великобритания (OCC UK Singles)            | 9               |